# 清谷
清谷（せいこく、生没年不詳）とは、江戸時代の京都の浮世絵師。

## 来歴
師系・経歴不明。京都の人。作画期は文化の末から文政の初めにかけてとされ、清谷と号して合羽摺の役者絵を描く。『上方絵一覧』は茶楽斎と号した絵師と同一人物であり、「茶楽斎」とは同じ京都の絵師有楽斎長秀に反抗して称したものだろうという。『原色浮世絵大百科事典』では清谷と茶楽斎で項を分けている。

## 作品
- 「岩井風呂次介・中村歌蔵」　細判合羽摺　※文化8年（1811年）頃
- 「東国屋千太郎・榊山四郎太郎」　細判合羽摺　※同上
- 「太夫・叶珉子」　細判合羽摺　※文化10年
- 「役者絵」（すがたづくし）　紙本着色、60枚揃　鎌倉国宝館所蔵　※文化 - 文政頃。このうち3枚の絵に「清谷」の落款あり[1]